# BN Большого Пса
BN Большого Пса (лат. BN Canis Majoris) — двойная затменная переменная звезда типа Алголя (EA:) в созвездии Большого Пса на расстоянии приблизительно 6194 световых лет (около 1899 парсеков) от Солнца. Видимая звёздная величина звезды — от +15,8m до +14,8m. Орбитальный период — около 0,6283 суток (15,079 часов).